# Стрелолист трёхлистный
Стрелоли́ст трёхлистный, или Стрелолист трёхраздельный (лат. Sagittāria trifōlia) — вид растений рода Стрелолист (Sagittaria) семейства Частуховые (Alismataceae).

## Распространение и экология
Общий ареал вида — Европа, Средняя Азия, юг российского Дальнего Востока, Малая Азия, Иран, восток Монголии, Япония, Китай, Индия, отмечен в США. Произрастает на берегах рек, арыков, озер и окраинах болот.

## Ботаническое описание
Многолетнее растение высотой до 1 м. Корневище образует клубненосные побеги. Стебель — безлистный, прямостоячий, погружённый в воду лишь нижней частью. Воздушные листья стреловидные, лопасти их узкотреугольно-ланцетные, длинные и тонко заострённые.
Соцветие — простая или ветвистая кисть. Цветки расположены по три в мутовке. Женские — в нижних мутовках, на коротких цветоножках, мужские — в верхних, на длинных цветоножках. Лепестки сплошь белые. Семянки широкотреугольные, с изогнутым носиком и широким неровным зубчатым краем. Цветение в июне — июле. Опыляется преимущественно пчелами и мухами-журчалками. 

## Значение и применение

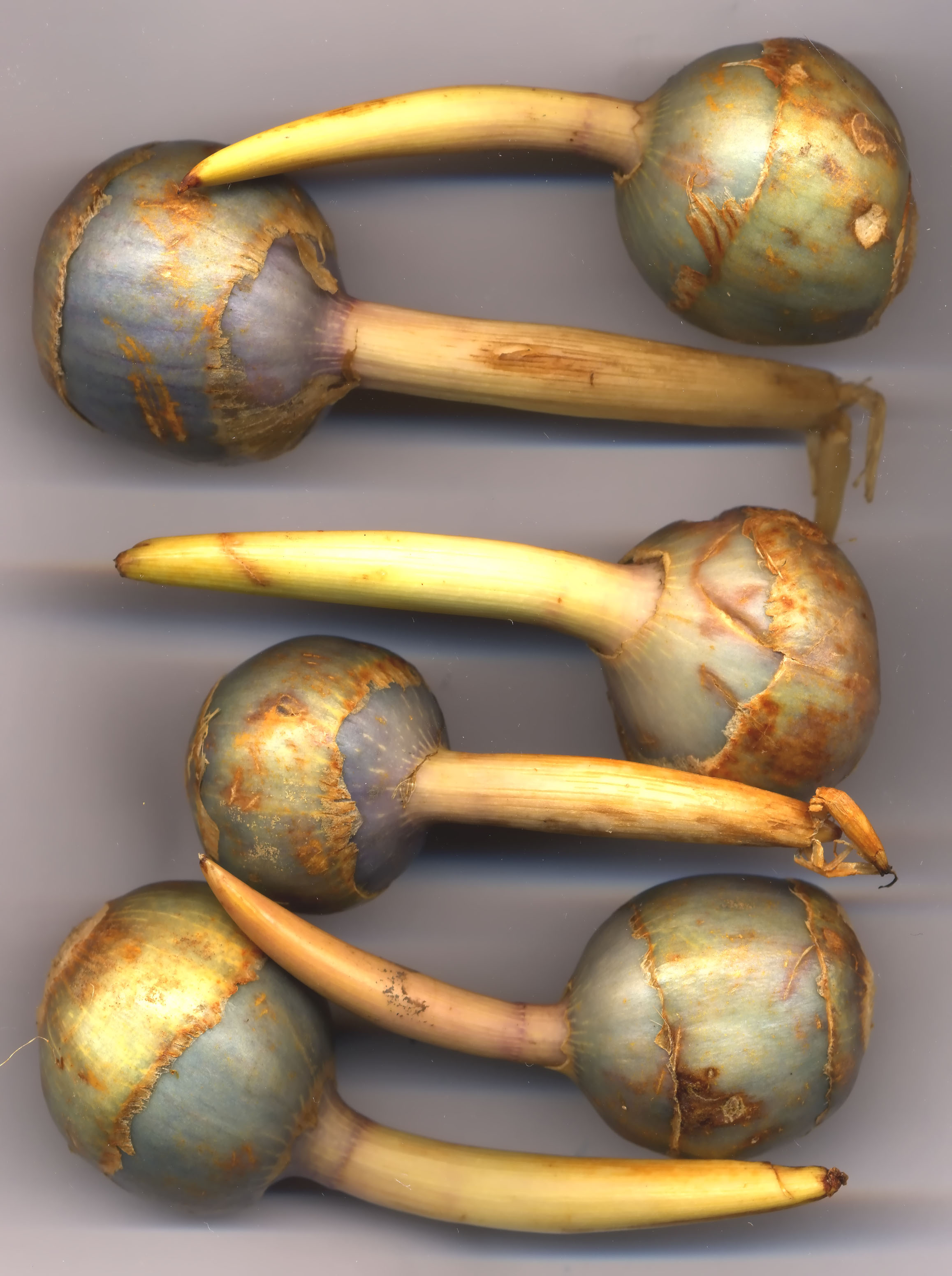
Клубни

Клубневидные образования стрелолиста съедобны и содержат до 27% крахмала, до  10,5% белка, до 0,45% жира и более 3% сахара, т. е. по своему составу  они не только не уступают, а даже превосходят картофель. Единственным недостатком клубней стрелолиста является некоторый привкус горечи их,  но он частично теряется при варении или жарке и безвреден.
Клубни употребляют в пищу в варёном и сушёном виде. Листья используются в народной медицине. В ряде стран Востока выращивается в хозяйственных целях.

## Охрана
Включен в Красные книги следующих субъектов Российской Федерации: Бурятия, Иркутская область, Калмыкия, Омская область. Также включен в Красную книгу Армении.

## Синонимика
Согласно данным The Plant List
- Sagittaria chinensis Sims
- Sagittaria doniana Sweet
- Sagittaria edulis Schltdl.
- Sagittaria hastata D.Don
- Sagittaria hirundinacea Blume
- Sagittaria japonica H.Vilm.
- Sagittaria macrophylla Bunge
- Sagittaria leucopetala (Miq.)
- Sagittaria obtusa Thunb.
- Sagittaria sagittata Thunb.
- Sagittaria sagittifolia var diversifolia M.Michel
- Sagittaria sagittifolia var. edulis (Schltdl.) Siebold ex Miq.
- Sagittaria sagittifolia var. leucopetala Miq.
- Sagittaria sagittifolia subsp. leucopetala (Miq.) Hartog
- Sagittaria sagittifolia var. longiloba Turcz.
- Sagittaria sagittifolia f. sinensis (Sims) Makino
- Sagittaria sagittifolia var. subaequilonga Regel
- Sagittaria sinensis Sims
- Sagittaria trifolia f. albida Makino
- Sagittaria trifolia var. angustifolia Kitag.
- Sagittaria trifolia f. caerulea Makino
- Sagittaria trifolia var. edulis (Schltdl.) Ohwi ex W.T.Lee
- Sagittaria trifolia f. heterophylla Makino
- Sagittaria trifolia var. leucopetala Miq.
- Sagittaria trifolia subsp. leucopetala (Miq.) Q.F. Wang
- Sagittaria trifolia var. longiloba (Turcz.) Kitag.
- Sagittaria trifolia var. retusa J.K.Chen, X.Z.Sun & H.Q.Wang
- Sagittaria trifolia var. sinensis (Sims) Makino
- Sagittaria trifolia f. subhastata Makino
- Sagittaria trifolia f. suitensis Makino